# Kóstas Vaxevánis
Kóstas Vaxevánis (grec moderne : Κώστας Βαξεβάνης), né le 6 mai 1966 à Lesbos, est un journaliste grec. Propriétaire et rédacteur en chef du magazine Hot Doc, il a participé à la diffusion des noms des personnalités grecques possédant un compte en Suisse, alors que le pays est touché par une crise financière et économique de grande ampleur.

## Biographie

### Origines, études et débuts professionnels
Kóstas Vaxevánis est le fils aîné d’un maçon et d'une mère au foyer ; il a deux frères. Il grandit sur l'île de Lesbos. À 20 ans, il déménage à Ioannina, près de la frontière albanaise, où il suit des études de mathématiques. Il est le père d'une fille.

### Journaliste à la télévision
Il commence à travailler comme échotier dans un journal communiste local. Exerçant d'abord dans la presse écrite, il devient rapidement reporter de guerre pour la télévision (notamment au Liban, où il obtient un entretien avec un leader du Hezbollah, et au Pakistan, où il décroche la première interview du commandant des moudjahidines Abdul Haq, tué le lendemain de la rencontre dans un bombardement américain).
Au milieu des années 2000, il crée La Boîte de Pandore, une émission d'investigation, enquêtant sur les dérives des dirigeants grecs. En 2009, il révèle les arrangements fiscaux dont bénéficie le monastère orthodoxe de Vatopedi, sur le mont Athos, qui, exonéré de taxe, a dégagé un bénéfice de 100 millions d’euros. Deux ministres sont mis en examen et le gouvernement de Kóstas Karamanlís démissionne, ce qui conduit à la convocation de nouvelles élections législatives. Au fur et à mesure, Kóstas Vaxevánis note que le temps d'antenne de son émission est diminué par sa direction. En février 2012, il annonce à ses collaborateurs que les conditions ne sont plus réunies pour exercer correctement leur travail, pointant du doigt les conflits d'intérêts avec les annonceurs publicitaires ou encore les enjeux financiers.

### Hot Doc
Kóstas Vaxevánis crée alors le magazine Hot Doc (« Document sensible » en anglais) pour enquêter sur la responsabilité des élites politiques et économiques dans le cadre de la crise grecque, où les comptes publics étaient maquillés afin de pouvoir continuer à percevoir des subventions de l'Union européenne. Ses conséquences aboutissent à plusieurs plans d'austérité budgétaire, à des troubles à l'ordre public et au succès du parti de gauche radicale SYRIZA et du parti néonazi Aube dorée. Il investit 5 500 euros pour l'achat du papier et se fixe un court délai pour diffuser le premier numéro, le 26 avril 2012. 20 000 exemplaires sont vendus, sans bénéficier de campagne médiatique.
Refusant les publicités de banques et d'établissements financiers, Hot Doc publie des enquêtes fouillées sous forme de bimensuel, révélant notamment les commissions occultes reçues par l'ancien ministre de la Défense Ákis Tsochatzópoulos et les liens entre l'ancien Premier ministre Konstantínos Karamanlís et la CIA dans les années 1980. Il affirme se sentir mis sur écoute et le 23 mai 2012, un blog anonyme publie une information selon laquelle il aurait reçu 50 000 euros des services secrets grecs, preuve qu'il serait un espion infiltré, ce qu'il conteste et met en lien avec le fait que ses enquêtes dérangent.

#### «Liste Lagarde»
Il travaille ensuite sur la « liste Lagarde », du nom de la femme politique française Christine Lagarde. Sur cette liste, remise par la directrice générale du FMI aux autorités grecques (et issue initialement des fichiers dérobés par l'informaticien Hervé Falciani à HSBC quelques années plus tôt), figurent les patronymes des centaines de citoyens grecs qui possédaient un compte bancaire en Suisse. Cette liste, inscrite sur CD-ROM, aurait été confiée par le ministre des Finances Giorgos Papakonstantinou à un collaborateur, qui dit l'avoir perdue. Evángelos Venizélos, son successeur, affirme avoir pour sa part oublié la copie qu'on lui avait remise dans un tiroir. La police, qui détenait également une copie, reconnaît que le fichier a disparu quand le Premier ministre Antónis Samarás demande qu'on la lui remette. À ce stade, tout le monde affirme ne plus savoir où elle se trouve. Kóstas Vaxevánis résume : « Au moins deux ministres grecs plus la policière financière ont reçu ce listing. Ils n'en ont rien fait. Cette idée me rendait dingue ».
Début octobre 2012, Kóstas Vaxevánis reçoit d'un informateur une clé USB contenait la liste. Il examine alors les 2059 bénéficiaires, travaillant notamment à démasquer les prête-noms, notamment des épouses de personnalités présentées comme des « femmes au foyer ». Il interroge par téléphone ces personnes afin qu'elles réagissent aux informations, alors que des noms commencent déjà à filtrer sur des blogs. Ces rumeurs et soupçons coïncident avec la mort de l'ancien ministre Leonidas Tzanis (qui se serait suicidé) et le négociant en armes Vlassis Kambouroglou. Si leurs noms ne figuraient finalement pas sur la liste, qui n'avaient à l'époque pas encore été publiée, des experts affirment qu'ils auraient pu être dissimulés derrière l'une des 244 sociétés écrans mentionnées. Le 27 octobre, Hot Doc publie la liste complète dans son numéro 13 : le tirage de 100 000 exemplaires, soit quatre fois plus que d'habitude, est un succès. Dans son éditorial, Kóstas Vaxevánis tient à rappeler qu'il n'est pas illégal de déposer de l'argent en Suisse et que « ceci ne signifie ni que ces individus sont des voleurs, ni qu'ils sont innocents ». Parmi elles, des professions libérales (médecins, avocats, entrepreneurs, architectes), personnalités du monde des affaires et des médias. On n'y trouve aucune personnalité politique, si ce n'est l'épouse d'un ancien ministre, même si des prête-noms (oncle, cousine, belle-sœur) permettent de découvrir qu'une dizaine de familles de députés sont visées. Le nom de Margaret Papandreou est cité, veuve d'Andréas Papandréou et mère de Giórgos Papandréou, tous les deux ayant été Premier ministre.
Mis sur écoute par la police, il est embarqué le lendemain. Un procureur ordonne des poursuites contre lui, pour « diffusion de données privées ». Son procès a lieu quatre jours plus tard et est couvert par plusieurs médias anglo-saxons mais aucun grec. Il est finalement relaxé. Devant les caméras, il cite George Orwell : « Tout ce qui contribue à révéler la vérité que l'on cherche à cacher, c'est du journalisme ; le reste n'est que communication ». En novembre 2013, il est de nouveau relaxé en appel dans la même affaire.
Dans la nuit des 8 et 9 septembre 2012, cinq individus tentent de pénétrer chez lui. Ayant alerté ses voisins, ceux-ci s'enfuient. La police, arrivée trois quarts d'heure plus tard, conclut à une tentative de cambriolage, ce que ne croit pas Kóstas Vaxevánis. Le 17 septembre, une femme se présente au siège de Hot Doc et lui confie travailler pour une agence de sécurité privée qui a été chargée de le discréditer. Ils devaient également faire taire une ancienne dirigeante de banque qui menaçait de dévoiler des secrets internes. La femme le prévient également que c'est elle qui a fabriqué le document établissant qu'il aurait reçu 50 000 euros des services secrets. Elle lui montre également des photos pour lui prouver que son bureau a été visité et lui fait part que l'option de l'assassinat a été évoquée. Kóstas Vaxevánis a depuis porté plainte et la jeune femme qui s'est confiée à lui bénéficie du programme de protection des témoins et a permis l'arrestation de six membres du groupe où elle travaillait.
Le 29 mars 2013, une journaliste a été auditionnée par une commission d'enquête du Parlement sur le sujet de la liste, remettant néanmoins en cause l'impartialité des députés : « Au moins trois d'entre vous ont des parents dans cette liste. Qui peut croire un instant que vous allez mener cette enquête jusqu'au bout ? ». En juin 2014, le site d'information Greek Reporter affirme que 500 personnes figurant sur la liste ont fait l'objet d'enquêtes fiscales. Kóstas Vaxevánis critique le fait que la brigade financière ne s'est pas intéressée aux montants des comptes avant qu'ils ne soient vidés. Parmi les personnalités politiques, seul Giorgos Papakonstantinou a fait l'objet de poursuite, le journaliste estimant pour sa part qu'il « n'était ni pire ni meilleur qu'un autre » et qu'« il a simplement servi de fusible ».